# アプリケーションキー

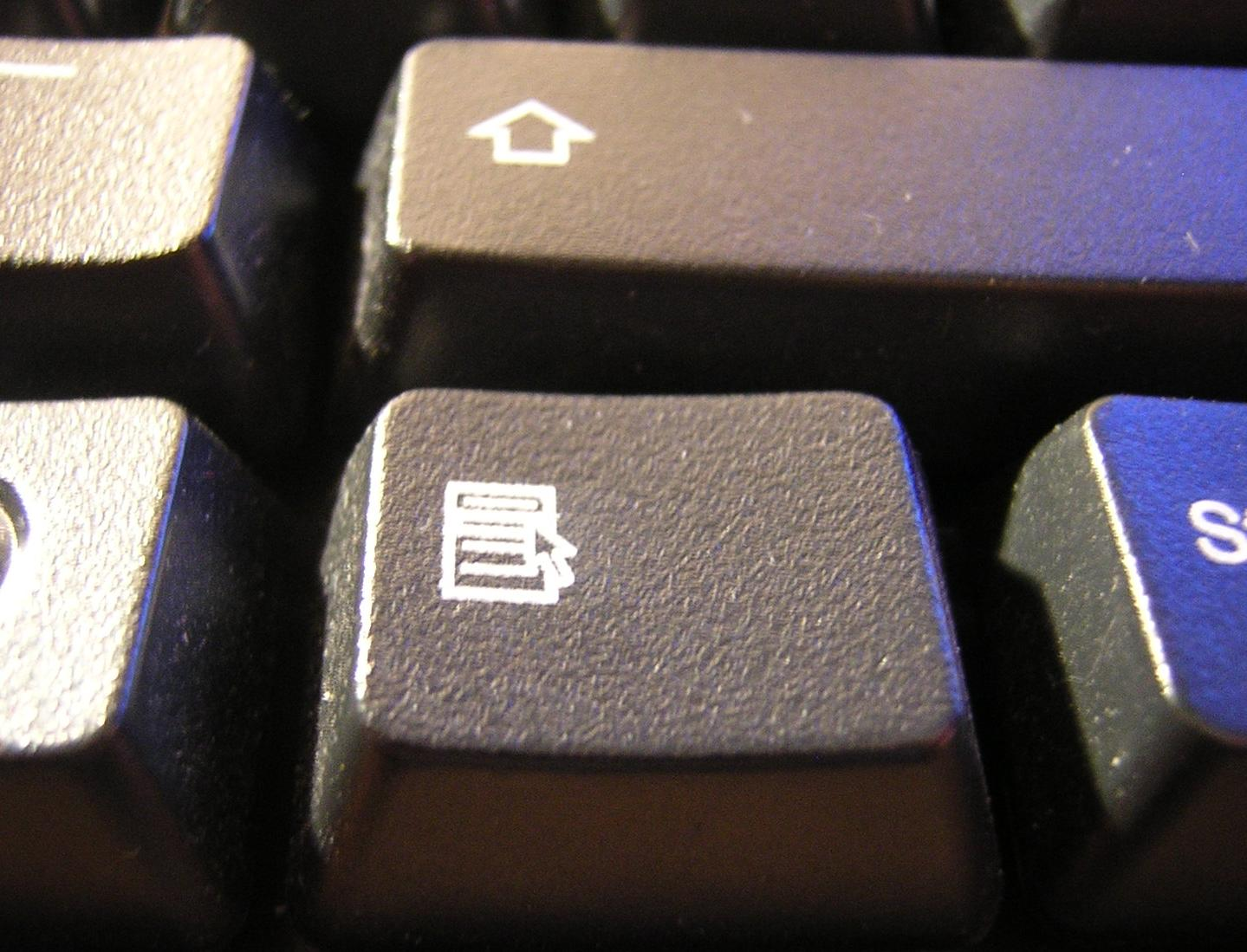
アプリケーションキー

アプリケーションキーまたはメニューキー（英：Menu key）とは、Microsoft Windows用のパーソナルコンピュータのキーボードに配置されている場合があるキーの1つであり、キートップにはメニューとマウスカーソルのマークが刻印されている。

## 概要
Windowsを中心としたコンピュータ用のキーボードに存在する場合がある。このキーが存在しないキーボードもある。
通常はキーボードの右側のAltキーとWindowsキーの間、または右側のAltキーとコントロールキーの間に位置している。キートップには、メニューとその上に置かれているカーソルが描かれた、小さいアイコンが刻印されている。
Windowsキーと同時に登場した。搭載や使用はオプションであり、Windowsを使用する上で必須ではない。

## 機能
基本機能は、マウスの右ボタンをクリックした場合と同様で、コンテキストメニューが表示される。ショートカットキーの「Shift + F10」とも同様である。マウスカーソルの位置によっては、コンテキストメニューが表示されない場合もある。アプリケーションキーは通常、マウスに右ボタンが無い場合などに使われる。

## 備考
いくつかのWindowsパブリックターミナルでは、セキュリティの観点からユーザーに右クリックをさせないように、キーボードにアプリケーションキーが存在しない場合がある。
日本語キーボード（JISキーボード）では、かな漢字変換のキーの存在のためにスペースキーの幅が狭い。Windowsキーとアプリケーションキーの登場により更に狭くなったため、スペースキーで漢字変換するユーザーやゲームユーザーなどスペースキーを多用するユーザーには、必要性を批判される事が多いが、マウスよりキーボード入力を多用する人にとっては必須とされている。(ほとんどの場合マウスを使ってメニューをたどるより、メニューキー＆カーソルキーを使用した方が操作が早い、急いでいてもカーソルキーをたたく回数さえ指が覚えていればクリック位置のズレで間違うマウス操作よりも正確にできる)
Ubuntuでは「メニューキー」と呼ばれる。